# Karliczka (zwyczajna)
Karliczka (zwyczajna), karliczka (Zapornia pusilla) – gatunek małego ptaka wodnego z rodziny chruścieli (Rallidae), zamieszkujący Eurazję, Australazję i Afrykę. Nie jest zagrożony wyginięciem.

## Podgatunki i zasięg występowania
Karliczka zamieszkuje w zależności od podgatunku:
- karliczka (zwyczajna)[4] (Zapornia pusilla intermedia) – Europa Południowa i południowa część Europy Środkowej, Azja Mniejsza, Maghreb oraz Etiopia, dorzecze Konga, Kenia oraz Angola, Namibia, RPA i Madagaskar. Do podgatunku tego wlicza się też wyróżnianą niegdyś populację Z. p. obscura zamieszkującą Madagaskar. Populacje europejskie wędrowne. Zimują w Afryce.

Wyjątkowo zalatuje do Polski i wyjątkowo się gnieździ. Do niedawna jedyny pewny przypadek gniazdowania miał miejsce w 1858 roku na Śląsku. W XX wieku odnotowano w Polsce kilka stwierdzeń, ale nie zostały one potwierdzone. Wzmiankowana w 1929 roku przez P. Münchberga obserwacja nad Wartą koło Trzebiszewa (woj. lubuskie) oraz stwierdzenie z kwietnia 1990 roku z Zakliczyna (woj. małopolskie) zostały w 2014 roku odrzucone przez Komisję Faunistyczną. W maju 2021 roku nagrano głos karliczki na Stawach Przemkowskich w woj. dolnośląskim. W czerwcu tego samego roku po raz pierwszy od 163 lat stwierdzono lęg na podmokłej łące w powiecie włodawskim na Lubelszczyźnie.
- karliczka azjatycka[4] (Zapornia pusilla pusilla) – Europa Wschodnia (od Dniestru) na wschód przez Azję Środkową do Azji Wschodniej – północnych Chin, Półwyspu Koreańskiego i Japonii, na południe po Iran i północne Indie, nieregularnie w Indonezji (Sumatra, północny Celebes). Zimuje w Indiach, Sri Lance, Indochinach, południowych Chinach i południowej Japonii, w Indonezji i na Filipinach.
- karliczka białogardła[4] (Zapornia pusilla mira) – Borneo
- Zapornia pusilla mayri – Nowa Gwinea
- karliczka australijska[4] (Zapornia pusilla palustris) – południowo-wschodnia Nowa Gwinea, Australia i Tasmania
- Zapornia pusilla affinis – Nowa Zelandia i Wyspy Chatham.

## Morfologia
WyglądSamiec ma wierzch ciała zielonobrązowy z czarnymi plamkami. Boki głowy, szyję bez karku i pierś szaropopielate. Boki, brzuch i pokrywy podogonowe poprzecznie pręgowane w biało-czarnobrązowe pasy. Nogi różowe, cieliste lub lekko zielonkawe. Samica podobna do samca, lecz o wyraźnie bledszym spodzie ciała. Poszczególne podgatunki różnią się nieco między sobą: Z. p. intermedia jest największy, a pas prążkowania z brzucha sięga mu najbliżej piersi. Z. p. palustris jest mały i bledszy, Z. p. mira ma natomiast białe podgardle i pierś.
Wymiary średniedługość ciała ok. 16–20 cm
rozpiętość skrzydeł ok. 23–37 cm
masa ciała ok. 40–55 g

## Ekologia i zachowanie

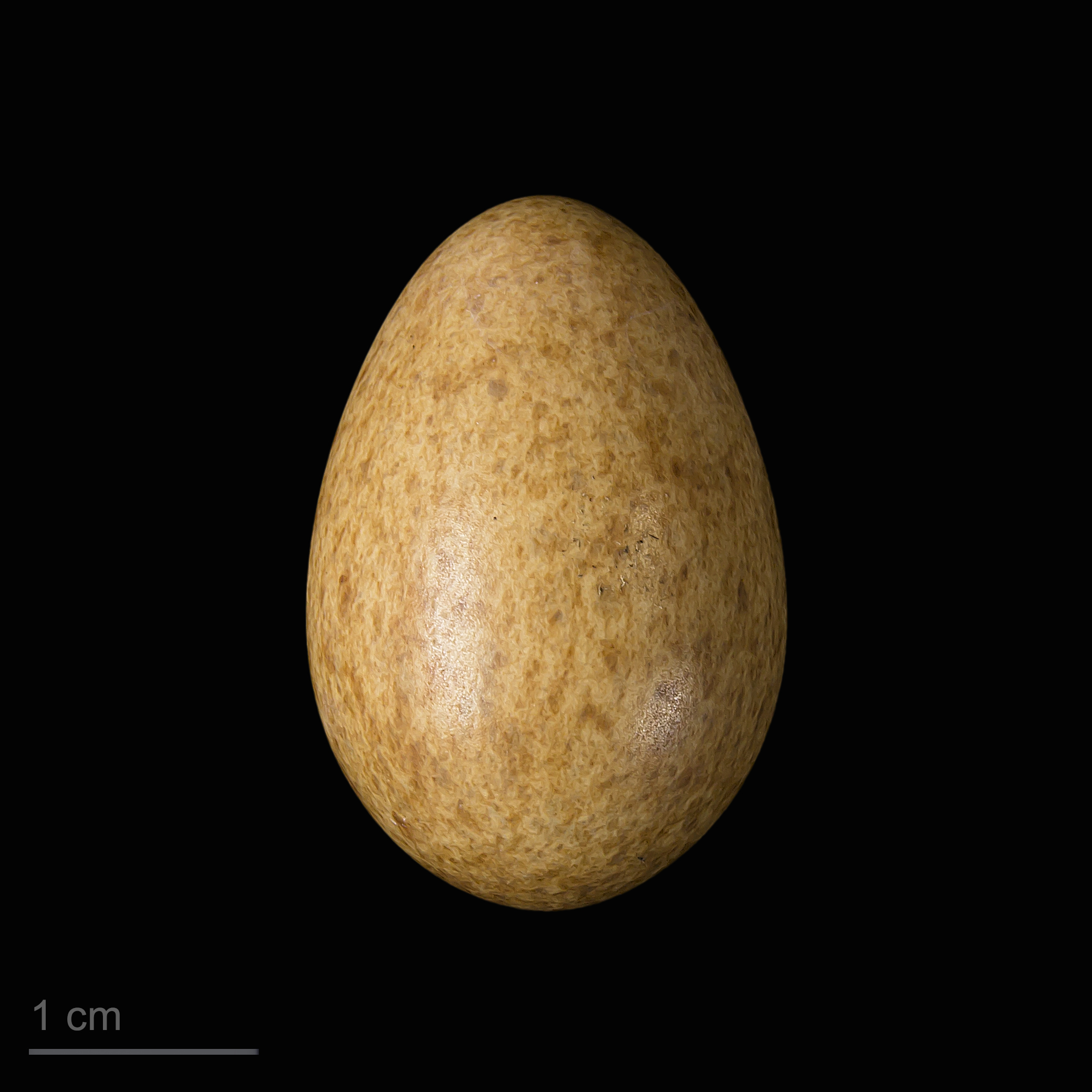
Jajo z kolekcji muzealnej

BiotopJest to gatunek o bardzo wąskiej tolerancji na zmiany środowiska. Żyje wyłącznie na leżących w pobliżu wody, okresowo zalewanych łąkach porośniętych turzycami.
GniazdoNa ziemi, w pobliżu wody na niewielkim, niezalewanym wzniesieniu lub wysokiej kępie roślin.
JajaW ciągu roku wyprowadza jeden (prawdopodobnie) lęg, składając w maju–lipcu (Europa), kwietniu–czerwcu (Północna Afryka), maju–sierpniu (Japonia), wrześniu–styczniu (Australia) lub tuż po porze deszczowej (strefa klimatów gorących) 4 do 11 jaj.
Wysiadywanie, pisklętaJaja wysiadywane przez okres 16 do 20 dni przez obydwoje rodziców. Pisklęta usamodzielniają się po 6 tygodniach.
PożywienieOwady i w niewielkim stopniu zielone części roślin.

## Status, zagrożenia i ochrona
Międzynarodowa Unia Ochrony Przyrody (IUCN) uznaje karliczkę za gatunek najmniejszej troski (LC – Least Concern) nieprzerwanie od 1988 roku. Liczebność światowej populacji wstępnie szacuje się na 0,5–1,0 miliona dorosłych osobników. Organizacja BirdLife International w 2015 roku szacowała liczebność populacji europejskiej na 980–1400 tokujących samców. Ogólny trend liczebności populacji nie jest znany.
Zagrożeniem dla tego gatunku jest utrata i degradacja naturalnych siedlisk. Dużą śmiertelność w trakcie migracji powodują zderzenia z liniami energetycznymi i słupami wysokiego napięcia.
W Polsce podlega ścisłej ochronie gatunkowej, jednak zgodnie z Polską czerwoną księgą zwierząt jest uznana za gatunek zanikły.